# Gare d’Eichhoffen
Gare d'Eichhoffen vasútállomás Franciaországban, Eichhoffen településen.

## Vasútvonalak
Az állomást az alábbi vasútvonalak érintik:
- Sélestat–Saverne-vasútvonal

## Kapcsolódó állomások
A vasútállomáshoz az alábbi állomások vannak a legközelebb:
- Gare de Barr
- Gare d'Epfig